# Sibirisk stenbock
Sibirisk stenbock (Capra sibirica) är en art i familjen slidhornsdjur som förekommer i centrala Asien. Den liknar alpstenbocken och har länge betraktats som underart till den europeiska arten. Hannarna har påfallande horn som blir över en meter långa och även hos honor finns korta horn. Djuret jagas intensivt av jägare men det bedöms inte vara hotat i beståndet.

## Utseende
Arten påminner om andra getter. Den når en kroppslängd (huvud och bål) av 130 till 165 cm, en svanslängd av 10 till 18 cm, en mankhöjd av 67 till 110 cm och en vikt mellan 35 och 130 kg. Pälsens färg är allmänt ljusbrun och på buken lite ljusare. Under den kalla årstiden blir hannens päls mörkare och vissa ställen på ryggen blir vitaktig. Svarta markeringar på framfoten saknas. Vid hakan finns ett mörkt skägg som är större hos hannar. Svansen är liksom övriga kroppen täckt av päls.
Vinterpälsen byts ut mellan april och juli. Tidpunkten beror på region, väderförhållanden och varierar även mellan olika individer. För att bli av med gamla pälsdelar skrubbar sig stenbocken mot buskar eller träd. Vinterpälsens underull börjar växa i augusti och täckhåren växer huvudsakligen i oktober men först i november eller december är vinterpälsen helt utväxt.
Påfallande är hannarnas horn som går i en båge mot ryggen. Även honor har horn men de är tydligt kortare och bara lite bakåtböjda. Hannarnas horn blir vanligen 100 till 148 cm långa och är de längsta hornen hos getterna, även om enstaka skruvhornsgetter (Capra falconeri) har anträffats med 160 cm långa horn. Hornen växer inte lika fort under vintern och därför syns tydliga markeringar som kan jämföras med trädens årsringar.

## Utbredning och habitat
Sibirisk stenbock lever i centrala Asien, huvudsakligen i västra Mongoliet och västra Kina. Den hittas även i angränsande regioner av Ryssland, Kazakstan, Uzbekistan, Kirgizistan, Tadzjikistan, Afghanistan, Pakistan och Indien. Den vistas i klippiga områden och på bergsängar samt i öknar. Sibirisk stenbock hittas inte i skogar men den kan vila i skuggan av enskilda träd under varma dagar.
Arten lever i bergsområden 500 till 6 700 meter över havet. Under den kalla årstiden vistas djuret vanligen i lägre delar av området.

## Ekologi
Denna get är vanligen aktiv på dagen. Individerna bildar grupper som oftast har 6 till 30 medlemmar men ibland syns större grupper med upp till 100 individer. De söker främst tidigt på morgonen och senare på eftermiddagen efter föda som utgörs främst av gräs och örter. Ibland äter de blad och unga skott av glest fördelade buskar och träd. Under vintern uppsöker de vanligen platser som är så branta att snötäcket inte blir tjockare än 40 cm. I mindre snötäcke kan de gräva med foten och därmed få fram sin föda. En hona kan äta upp till 10 kg växtämnen per dag och en stor hanne upp till 16 kg. Vätskan i växterna är ofta tillräcklig för stenbocken, och därför behöver den inte dricka varje dag. Djuret slickar med jämna mellanrum på saltstenar.
I vissa regioner överlappar utbredningsområdet med regionen av andra slidhorndjur som har liknande föda. Konkurrens undviks främst genom att sibirisk stenbock vistas på klippigare platser än argali (Ovis ammon) respektive på högre ställen än skruvhornsgeten.
Trots hannarnas stora horn förekommer ganska sällan strider om en bättre plats i hierarkin, vilket ger rätten att para sig. När de slåss gör de två eller tre skutt med nedsänkt huvud framåt och slår hornen mot varandra. Även honor som hotar andra honor med sina horn förekommer.
Sibirisk stenbock har två parningsperioder per år. Den första inträffar under våren mellan mars och maj, men den resulterar inte i ungar. Därför antas att arten tidigare under evolutionens lopp levde i förhållanden som gav möjlighet till två kullar per år. Den andra perioden äger rum mellan juli och november, främst i oktober. Dräktigheten varar 170 till 180 dagar varefter honan föder ett ungdjur under våren. Sällan föds tvillingar och mycket sällan trillingar. Ungarna väger vid födelsen 2,8 till 4,8 kg. De dias ett tag och övergången till fast näring är inte skarp. Könsmognaden infaller för hannar efter cirka 1,5 år och för honor efter 2 år men den första lyckade parningen sker vanligen senare. Dödligheten hos ungdjuren är mycket hög. Efter sommaren finns bara upp till 40 % av ungarna kvar och cirka 30 % av årets ungar överlever första vintern. Livslängden i naturen ligger vid 16 år (honor) respektive 10 år (hannar). En individ i London Zoo blev något över 22 år gammal.

## Status och hot
Sibirisk stenbock är ett vanligt byte för jägare i hela utbredningsområdet. Jakten på arten framställs redan på förhistoriska hällristningar som hittades i regionen. Den jagas för köttets, pälsens och flera andra kroppsdelars skull. Arten hotas även av naturliga fiender som brunbjörn, lodjur, järv, rödräv, asiatisk vildhund, örnar och varg. Många individer dör under vintern när de insjuknar i skabb. Beståndet minskade därför i vissa regioner men hela populationens utveckling är okänd. IUCN listar sibirisk stenbock som nära hotad (NT).

## Systematik
Sibirisk stenbock beskrevs första gången 1766 av Peter Simon Pallas som underart till alpstenbock med det vetenskapliga namnet Capra alpium sibiricarum. 1776 omkategoriserade Pallas denna stenbock som art och ändrade samtidigt släktnamnet till Ibex och artepitet till sibirica. 1794 flyttade Meyer arten tillbaka till släktet Capra.
Taxonets status var länge omstritt och flera auktorer listade sibirisk stenbock tillsammans med nubisk stenbock som underarter till alpstenbocken. Standardverket Mammal Species of the World kategoriserar Capra sibirica som självständig art. Denna taxonomi bekräftades 2007 i en genetisk studie som indikerar att sibirisk stenbock är en basal art i släktet getter.
Även antalet underarter är inte enhetligt i de olika avhandlingarna. Det största antalet underarter som nämns i äldre studier är 13. IUCN skiljer enligt Fedosenko & Blank (2001) mellan fyra underarter och Wilson & Reeder (2005) ser sibirisk stenbock som en monotypisk art.